# Edward Cadogan
Pour les articles homonymes, voir Cadogan.
Edward Cecil George Cadogan (15 novembre 1880 - 13 septembre 1962) est un homme politique conservateur britannique.

## Biographie
Il est un fils de George Cadogan (5e comte Cadogan) et de sa femme, Beatrix, fille du 2e comte Craven. Il fait ses études au Collège d'Eton et au Balliol College, à Oxford, avant de suivre une formation d'avocat.
De 1911 à 1921, il est secrétaire du président de la Chambre des communes, James Lowther et combat également pendant la Première Guerre mondiale en tant que major dans le Suffolk Yeomanry. Lowther prend sa retraite en 1921 et Cadogan reçoit l'Ordre du Bain cette année-là. Un an plus tard, il entre aux Communes en tant que député pour Reading en 1922. Il représente ensuite les sièges de Finchley et Bolton et est membre de la Commission statutaire indienne de 1927–30.
Cadogan s'intéresse à la réforme pénale, et en particulier aux problèmes des jeunes délinquants. Il préside un comité qui recommande à l'unanimité l'abolition de la peine de fouet (sauf dans les prisons), une disposition adoptée par le ministre de l'Intérieur James Chuter Ede dans le Criminal Justice Act 1948. Il est fait chevalier en 1939 et combat avec la RAF pendant la Seconde Guerre mondiale. Il est décédé célibataire et sans enfant en 1962.